# Liberale Partij (Hongarije)
De Liberale Partij (Hongaars: Szabadelvű Párt) van het Koninkrijk Hongarije was een politieke partij die bestond van 1875 tot  1906.

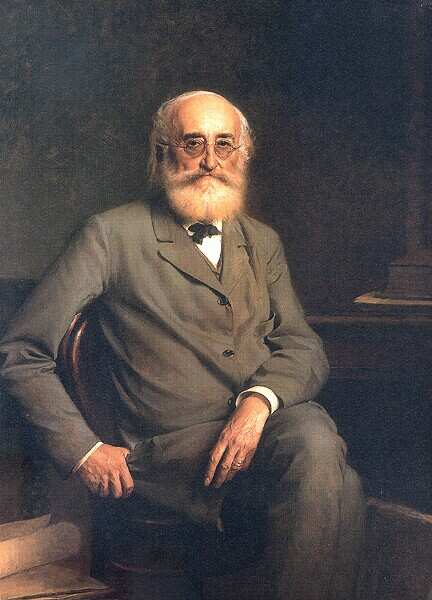
Kálmán Tisza, de oprichter van de Liberale Partij

## Geschiedenis
De partij werd in 1875 opgericht door Kálmán Tisza en was een opvolger van de Deák-partij rond Ferenc Deák enerzijds en de partij Linkercentrum anderzijds. Ook de Liberale Partij stond dus links van het politieke centrum en bestond voornamelijk uit de lagere adel, stedelijke bourgeoisie, ambtenaren en industriëlen. Tot 1905 leverde ze onafgebroken de Hongaarse eerste minister en de meeste kabinetsleden.
De Liberale Partij vertegenwoordigde een politiek die in eerste instantie gericht was op de belangen van de bovenste lagen van de etnisch-Hongaarse samenleving en had weinig belangstelling voor democratisering of de gelijkberechtiging van andere bevolkingsgroepen in Hongarije, hoewel deze ongeveer de helft van de bevolking uitmaakten. De partij legde zich veeleer toe op de verhongaarsing van de andere bevolkingsgroepen. Een reactionair kiesrecht, waarbij slechts een klein bevoorrecht deel van de bevolking stemrecht genoot, maakte dit alles mogelijk.
Kálmán Tisza's zoon István werd de politieke erfgenaam van de partij en was zelf ook, net zoals zijn vader, jarenlang premier van Hongarije. Bij de Hongaarse rijksdagverkiezingen in 1905 verloor de Liberale Partij voor de eerste keer sinds de Ausgleich in 1867 haar meerderheid in de Rijksdag. In de plaats leidde de Onafhankelijkheidspartij een coalitie met steun van een parlementaire meerderheid. Hierdoor ontstond de Hongaarse crisis van 1905. Ongeveer een derde van de kamerleden die zetelden voor de Liberale Partij liep over naar de meerderheid, waardoor deze over een drie vierde meerderheid beschikte. Hierna ontbond de partij zich op 11 april 1906, waarop Tisza en László Lukács een nieuwe partij oprichten: de Nationale Arbeidspartij.